# Camerons Brewery Ltd
Camerons Brewery Ltd, äv. Lion Brewery, bryggeri i Hartlepool, Co Durham, Storbritannien. Bryggeriet producerar real ale och invigdes 1865. 

## Exempel på varumärken
- Camerons Bitter
- Strongarm
- Castle Eden Ale